# 硒化锰
硒化锰，又称一硒化锰，是一种无机化合物，化学式为MnSe。

## 制备
硒化锰可由MnSO4、MnCl2或MnAc2在NH4Ac的存在下和(NH4)2Se反应得到：
Mn2+ + Se2- → MnSe↓
硒化锰也可在密封管中由单质在加热的情况下直接合成：
Mn + Se → MnSe

## 化学性质
硒化锰在热水或酸中分解。硒化锰也可以和干燥的氯气反应，可以得到MnSeCl。

## 应用
硒化锰是一种稀磁半导体材料。